# Irmgard Gierl
Irmgard Gierl (* 27. Mai 1913 als Irmgard Schmid; † unbekannt) war eine deutsche Volkskundlerin, Autorin und Herausgeberin.

## Leben
Irmgard Gierl wurde 1913 geboren, studierte nach abgeschlossener Schulausbildung zumindest von 1932 bis 1945 an der Ludwig-Maximilians-Universität München und belegte dabei die Studienfächer Germanistik, Geschichtswissenschaften, Philologie und Volkskunde. 1960 promovierte sie mit der Dissertation Bauernleben und Bauernwallfahrt in Altbayern. Eine kulturgeschichtliche Studie aufgrund der Tuntenhausener Mirakelbücher. zum Doktor. Anfang der 1970er Jahre brachte sie das Pfaffenwinkler Trachtenbuch sowie das Miesbacher Trachtenbuch heraus und beschäftigte sich jahrzehntelang intensiv mit der Stickkunst, über die sie zahlreiche Schriften und Artikel in Fachzeitschriften herausbrachte. Dabei fungierte sie nicht nur als Autorin, sondern trat auch als Herausgeberin oder Übersetzerin in Erscheinung. Die Volkskundlerin, die unter anderem einer Lehrtätigkeit am Staatsinstitut für Landwirtschaftliche Berufsschulen sowie verschiedenen anderen Schulen nachging, publizierte auch Schriften außerhalb ihrer Paradedisziplin; so etwa die Bücher Das Krippenbuch (1980) oder Fliesen bemalen (1991). Zu ihren Spezialgebieten zählte die Bayerische Geschichte, Trachtenforschung, Kunstgeschichte und Stickereien. Bis in die 1990er Jahre wurden ihre Werke teils in mehrfacher Auflage veröffentlicht. Über ihr Leben und über den Zeitpunkt ihres Todes ist nichts Näheres bekannt.

## Werke (Auswahl)
- 1945: Bauernleben und Bauernwallfahrt in Altbayern (Dissertation; 1960 wiederveröffentlicht)
- 1971: Pfaffenwinkler Trachtenbuch
- 1971: Miesbacher Trachtenbuch
- 1972: Trachtenschmuck aus fünf Jahrhunderten
- 1974: Stickereien in Bauernstuben (mehrere Auflagen; 7. Auflage, 1980(?))
- 1974: Raritäten aus Schmeller’s bayerischem Wörterbuch
- 1976: Europäische Stickereien
- 1979: Alte Strickkunst
- 1980: Das Krippenbuch
- 1983: Stick- und Webmuster des Frühbarock
- 1985: Die schönsten Stickmuster aus alter Zeit (mehrere Auflagen und Sonderauflagen; 2. Auflage, 1993; 4. Auflage, 2004)
- ca. 1992: Irmgard Gierls Stickmusterschatz (mehrere Auflagen und Sonderauflagen; 4. Auflage unter dem Titel Stickmusterschatz, 2001)

### Als Mitwirkende bzw. Herausgeberin (Auswahl)
- 1977: Volkstümliche Malerei nach alten Motiven
- 1980: Schöne alte Stickereien (mehrere Auflagen)
- 1981: Alte Mustertücher (als Oude merklappen in kleur auch ins Niederländische übersetzt)
- 1983: Stickmotive aus alten Mustertüchern (mehrere Auflagen)
- 1984: Gestickte Bilderbogen
- 1984: Festliche Stickereien in Kreuzstich
- 1986: Stickereien aus Bürgerhäusern
- 1987: Stricken wie in alten Zeiten (aus dem Englischen übersetzt und ergänzt von I. Gierl; Original: The Complete Book of Traditional Knitting von Rea Compton)
- 1991: Gestickte Bilderbogen
- 1991: Fliesen bemalen
- 1994: Kreuzstich. Bänder und Borten
- 1998: Kreuzstichmuster aus aller Welt